# The End Starts Here
The End Starts Here är Revolvos andra studioalbum, utgivet 2012 på Ovlover Records.
På albumet hörs influenser av amerikanska indierockband som Dinosaur Jr. och Buffalo Tom, men även av brittiska shoegazegrupper som Ride och Catherine Wheel.

## Låtlista
1. "Black Haze" – 3:57
2. "Let Light In" – 3:35
3. "Fireworks" – 3:47
4. "Gone Away" – 3:04
5. "The Line" – 5:12
6. "In the Sun" – 4:39
7. "Halftime" – 4:10
8. "Blood, Sweat, Tears" – 3:37
9. "This City's Heart" – 3:48
10. "Change" – 3:44
11. "Out of My Way" – 3:50

## Medverkande
- Jonas Hultqvist – gitarr, bas, sång
- Martin Olson – gitarr, bas
- Peter Malmquist – trummor

## Mottagande
Tidningen Sydsvenskan gav skivan betyget 3/5. Recensenten Anders Jaderup skrev "Vissa låtar hamnar i en spänningslös mittfåra, men när Revolvo förenar drömsk intensitet med en dovt postpunkig atmosfär låter det verkligen som om bandet vilat sig i form."

### Fotnoter
1. ↑  ”The End Starts Here”. Itunes. https://itunes.apple.com/us/album/the-end-starts-here/id507484143. Läst 14 maj 2013.
2. 1 2  Jaderup, Anders (11 april 2012). ”The End Starts Here”. Sydsvenskan. Arkiverad från originalet den 6 juli 2013. https://archive.is/20130706120601/http://www.sydsvenskan.se/kultur--nojen/musik/skivrecensioner/the-end-starts-here/. Läst 13 maj 2013.